# Barraca XXIX (Aiguamúrcia)
La Barraca XXIX és una obra d'Aiguamúrcia (Alt Camp) inclosa a l'Inventari del Patrimoni Arquitectònic de Catalunya.

## Descripció
Sòlida i ben conservada barraca de planta rectangular situada quiasi a peu del camí que de Santes Creus mena al Pont d'Armentera per Les Planes. Les seves dimensions interiors són de 3'40m de fondària per 3'95m d'amplada. La cobreix una falsa cúpula que tanca amb una sola llosa a una alçada màxima de 3'65m.
La seva façana principal presenta una alçada de 2'76m amb una amplada de 7'85m. El seu portal és acabat amb un arc de mig punt i a l'interior hi trobarem entrant a l'esquerra una menjadora obrada dins el mur.
Molt proper a aquesta barraca hi podrem veure un "cossiol", això és un petit aljub cobert.